# Jaroslav Stuchlík (motocyklový závodník)
Jaroslav Stuchlík (30. října 1948 – 22. května 2020) byl český silniční motocyklový závodník z Kostelce nad černými lesy.

## Závodní kariéra
V mistrovství Československa startoval v letech 1973–1976 ve třídě do 125 cm³ na motocyklu BV. V celkové klasifikaci skončil nejlépe na 10. místě v roce 1973. V jednotlivém závodě skončil nejlépe na 4. místě v Jičíně v 1973.

## Umístění
- Mistrovství Československa silničních motocyklů
  - 1973 do 125 cm³ – 10. místo – BV
  - 1974 do 125 cm³ – 18. místo – BV
  - 1975 do 125 cm³ – 16. místo – BV